# Zingel balcanicus
 Zingel balcanicus és una espècie de peix de la família dels pèrcids i de l'ordre dels perciformes.

## Hàbitat
Viu als rius i, sobre el que es coneix dels hàbits d'altres espècies del mateix gènere, hom creu que requereix aigües turbulentes.

## Distribució geogràfica
Es troba al riu Vàrdar (Macedònia del Nord) i Grècia.

## Estat de conservació
Qualsevol modificació de la morfologia del riu on viu pot tindre un potencial impacte negatiu en la seua supervivència.